# Josette (film, 1937)
Pour les articles homonymes, voir Josette.
Pour plus de détails, voir Fiche technique et Distribution.
Josette est un film français réalisé en 1936 par Christian-Jaque, sorti dans les salles françaises en 1937.

## Synopsis
Albert Durandal adopte la fille d'une ouvrière, envoyée dans un sanatorium, et recueille également un vieillard à bout de force qui n'est autre que le richissime Rothenmeier. Ce dernier devient le véritable père Noël de ces braves gens, aidant Albert à se faire un nom au music-hall et choyant intensément la petite fille. La jolie maman de Josette, alors guérie, apportera le bonheur à Albert.

## Fiche technique
- Réalisateur : Christian-Jaque
- Scénario, adaptation et dialogues : Paul Fékété
- Assistants réalisateur : Robert Lavallée, François Carron, Jean Manse
- Décors : Pierre Schild
- Photographie : Marcel Lucien, André Germain
- Photographe de plateau : Léo Mirkine
- Musique : Vincent Scotto
  - Chansons : « Célestine », « Ton amour me fait peur », « C'est la fête à tante Aurore », « Aimer, c'est toute ma vie »
- Son : Jacques Hawadier
- Montage : André Versein
- Laboratoire : Eclair Tirage
- Producteur : Jules Calamy
- Production : Les productions Calamy
- Chansons enregistrées aux studios GFFA (Gaumont-Franco-Film-Aubert)
- Distributeur à l'origine : Gray-Film
- Autres distributeurs : Ciné-France Film, Yunic Films (16mm), Tamasa Distribution
- Tournage de septembre à novembre 1936
- Pays :  France
- Format :  Son mono - 35 mm - Noir et blanc - 1,37:1
- Genre : Comédie dramatique
- Durée : 90 min
- Date de sortie : 
  - France - 22 janvier 1937
- Affiche : Roger Cartier (France)

## Distribution
- Fernandel : Albert Durandal
- Josette Contandin (fille de Fernandel) : Josette, la petite fille
- Lucien Rozenberg : Le richissime Rothenmeier
- Mona Goya : Viviane Eros, la vedette
- Jacqueline Prévost : La maman de Josette
- Robert Arnoux : Rémy Doré
- Andrex : Lucien le journaliste
- Anthony Gildès : Le professeur de puériculture
- Joe Alex : Bamboula, le domestique
- Robert Seller : Emile
- Nicolas Amato : Le chanteur des rues
- Marcel Laporte
- René Lestelly

## Note
- Josette Contandin est la fille aînée de Fernandel ; c'est son unique film[1].